# Finnmarksløpet 2022
Finnmarksløpet 2022 – wyścigi psich zaprzęgów Finnmarksløpet, które odbywały się w dniach 11–22 marca 2022. Zwycięzcami zostali Thomas Wærner w kategorii FL-1200, Ronny Wingren w kategorii FL-600 oraz Oda Karlstrøm w kategorii FL-Junior.

## Klasa otwarta
Pierwsze miejsce zajął Thomas Wærner. Drugie miejsce zajął Kristoffer Halvorsen, natomiast trzecie Niklas Rogne.
| Miejsce | Imię i nazwisko      | Czas         |
| ------- | -------------------- | ------------ |
| I       | Thomas Wærner        | 6d 14h 44min |
| II      | Kristoffer Halvorsen | +6h 8min     |
| III     | Tom-Frode Johansen   | +8h 23min    |

## Klasa ograniczona
Pierwsze miejsce zajął Ronny Wingren, drugie Per M. Brennodden, trzecie Malin Strid.
| Miejsce | Imię i nazwisko   | Czas         |
| ------- | ----------------- | ------------ |
| I       | Ronny Wingren     | 2d 15h 46min |
| II      | Per M. Brennodden | +1h 19min    |
| III     | Malin Strid       | +1h 47 min   |

## Klasa junior
Pierwsze miejsce zajęła Oda Karlstrøm, drugie Julian Mortensen, trzecie Runa Krempig.
| Miejsce | Imię i nazwisko  | Czas      |
| ------- | ---------------- | --------- |
| I       | Oda Karlstrøm    | 23h 46min |
| II      | Julian Mortensen | +1 min    |
| III     | Runa Krempig     | +19min    |